# Karl Panzner

Karl Panzner, 1907

Karl Panzner (* 2. März 1866 in Teplitz; † 7. Dezember 1923 in Düsseldorf) war ein deutscher Dirigent und städtischer Musikdirektor in Düsseldorf.

## Biografie
Panzner war der Sohn eines Kaufmanns, der seit 1869 in Dresden wohnte. Panzner erhielt in seiner Jugend privaten Klavierunterricht. Nach dem Besuch des Gymnasiums absolvierte er das Dresdner Konservatorium mit einer Ausbildung zum Dirigenten.
Danach übernahm er um 1890 eine Stelle als Kapellmeister am 1888 neu erbauten Stadttheater Elberfeld. Drei Jahre später zog es ihn nach Leipzig, wo er zunächst erster Kapellmeister am dortigen Neuen Theater wurde und später auch das Gewandhausorchester an der Leipziger Oper leitete. Erfolgreich war 1899 seine Aufführung der Oper Der Ring des Nibelungen von Richard Wagner.
1899 wechselte Panzner nach Bremen, wo er die Leitung der Konzerte der Bremer Philharmoniker, des philharmonischen Chores und 1904 auch des Lehrergesangvereins übernahm. Ab 1907 war er zusätzlich Dirigent des Berliner Mozartorchesters. 1902 erhielt er in Bremen den Titel eines Professors. Ab 1904 führte er mit dem Lehrergesangverein Gastspielreisen durch.
Am 1. Oktober 1908 folgte er einem Ruf nach Düsseldorf, wo er als Nachfolger des kurzfristig ausgeschiedenen Julius Buths die ersten Konzerte mit den Düsseldorfer Symphonikern leitete und zur Saison 1909 zum städtischen Musikdirektor ernannt wurde. Hier verbrachte Panzner eine erfolgreiche Zeit und wurde von mehreren Musikkritikern zu den zehn besten Dirigenten seiner Zeit gezählt. Panzner machte vor allem als Liebhaber der Werke von Hector Berlioz und als Mahler-Interpret und hierbei insbesondere mit der Erstaufführung von Mahlers Achter Symphonie im Dezember 1912 in Düsseldorf auf sich aufmerksam. Diese wurde auf Grund des um 125 Mitglieder verstärkten Orchesters, dem Mitwirken der philharmonischen Chören aus Düsseldorf und Elberfeld sowie des Düsseldorfer Kinderchores und somit einer Anzahl von insgesamt über 1000 aktiven Musikern als Sinfonie der Tausend bezeichnet. Vor Beginn des Ersten Weltkrieges konnte er zweimal das Niederrheinische Musikfest leiten, das auf Grund des Krieges dann erst wieder 1926 in Düsseldorf ausgerichtet werden konnte.
In seiner Amtszeit kam es zu mehreren Düsseldorfer Erstaufführungen wie unter anderem der Orchester-Kantate Macht hoch die Tür von Julius Weismann, des Violinkonzertes op. 28 von Karl Goldmark und des Chorwerkes Von deutscher Seele von Hans Pfitzner. Besonders reizten Panzner aber Uraufführungen aktueller Zeitgenössischer Musik, wie er sie zusammen mit Erich Kleiber im Rahmen einer kompletten Konzertreihe aufführte. Unter seiner Leitung kamen unter anderem die folgenden Werke zu Uraufführungen: die Sinfonische Ouvertüre für großes Orchester von Karl Horwitz, die Sinfonische Fantasie für Klavier und Orchester von Alois Hába, die Sinfonie Nr. 5 G-Dur von Ewald Sträßer, die Sonate für Klavier und Violine von Paul Pisk, die Lieder für Bariton von Wolfgang Bartesl, die Oper Anneliese von Carl Ehrenberg, die Sinfonie Nr. 2 von Georg Gräner, das Streich-Quartetts von Wilhelm Knöchel, die Sonatine für Flöte und Klavier von Philipp Jarnach, die Lieder für Bass von Alexander Jemnitz, das Klavier – Quintetts, op. 21 (nachgelassenes Werk) von Max Reger, die Hymne Natur für vier Soli, gemischten Chor und großes Orchester von Victor Merz, das Chor- und Orchesterwerk Geister der Windstille von Rudolph Bergh und insbesondere die 2. Sinfonie op. 60 II. von Felix Woyrsch, die dieser ihm persönlich gewidmet hatte und welche zu einer triumphalen Aufführung gelang.
Darüber hinaus glückte es Panzner die Solisten Edwin Fischer (Klavier), Elly Ney (Klavier), Walter Gieseking (Klavier), Eugène Ysaÿe (Violine), Bronisław Huberman (Violine) oder Eugen d’Albert (Klavier) zu verpflichten.
Eine Straße in Düsseldorf-Urdenbach wurde ihm zu Ehren als Karl-Panzner-Weg benannt.